# Verfransing van Brussel

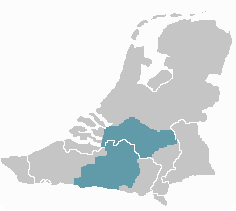
Verspreidingsgebied van het Brabants, de oorspronkelijke volkstaal van Brussel

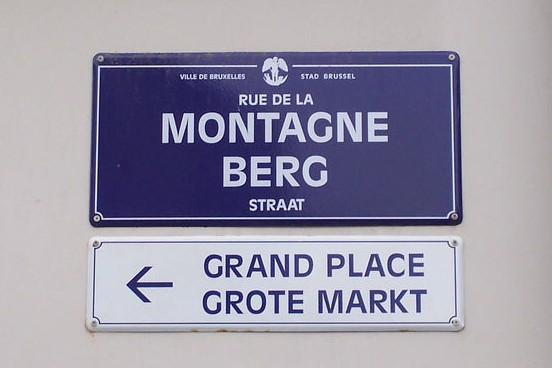
Frans en Nederlands zijn beide officiële talen van alle Brusselse gemeenten.

De verfransing van Brussel is de ontwikkeling waarbij de aanvankelijk bijna uitsluitend Nederlandstalige stad tijdens de voorbije twee eeuwen tweetalig werd met het Frans als meerderheidstaal en lingua franca. De assimilatie van de Nederlandstalige inwoners in de loop van enkele generaties was hiervoor doorslaggevend, hoewel ook instroom uit Wallonië en later ook het buitenland een rol speelde. 
De opmars van het Frans in het openbare leven begon geleidelijk aan tegen het einde van de 18e eeuw, en bestendigde zich na de Belgische onafhankelijkheid. Het Nederlands — waarvan de standaardisering in België nog erg zwak was — kon niet wedijveren met het Frans, de exclusieve taal van het gerecht, de administratie, het leger, de cultuur, het onderwijs en de media. Het prestige van het Frans werd zodanig breed gedragen dat na 1880, en vooral rond de eeuwwisseling, de kennis van het Frans onder de Nederlandssprekenden explodeerde. Hoewel tot na het midden van de 20e eeuw de meerderheid van de Brusselse bevolking tweetalig bleef, werd het Brabants dialect steeds minder doorgegeven aan de volgende generatie, waardoor vanaf 1910 de groep eentalige Franstaligen steeds groter werd. Dit assimilatieproces verloor aan kracht na de jaren 1960, toen de taalgrens werd vastgelegd en het economisch zwaartepunt van het land naar Vlaanderen was verschoven.
Door de aanhoudende toestroom van immigranten en de opkomst van Brussel als centrum van de naoorlogse internationale politiek bleef de relatieve positie van het Nederlands in de stad evenwel achteruitgaan. De toenemende verstedelijking deed, ondanks de vastlegging van de taalgrens, in een bijkomend aantal gemeenten in de Vlaamse Rand Franstalige meerderheden ontstaan. Dit fenomeen van uitdijende verfransing — gekend als de "olievlek" — vormt, samen met het statuut en de financiële draagkracht van het Brussels Hoofdstedelijk Gewest  een van de belangrijkste pijnpunten in de Belgische politiek.

## De middeleeuwen
Het belang van het Frans in Brussel blijft tot de vroege 16e eeuw zeer bescheiden. Rond het jaar 1000 werd het Graafschap Brussel — ten noorden van de taalgrens — een deel van wat later het Hertogdom Brabant zou worden. Brussel nam vanaf het einde van de 13e en in de loop van de 14e eeuw gaandeweg de rol van hoofdstad van Leuven over, en zou deze functie behouden doorheen de Bourgondische tijd (1406-1482). Na de bouw van het nieuwe hertogelijk paleis in 1451 onder Filips de Goede resideerde het Bourgondische hof voornamelijk in Brussel. In het centrale bestuur en aan het hof was dan ook Frans, en niet Nederlands de voertaal. Dit markeert het begin van het Frans als bestuurs- en prestigetaal in de Nederlanden, hoewel het slechts werd gesproken door een kleine groep hoge edelen, hun dienaren en de hoge ambtenaren, juristen en geestelijken, die overwegend uit de zuidelijke provincies kwamen. Het was ook geen bezwaar voor de patriciërs van de provincies Brabant en Vlaanderen, die wel Nederlandstalig waren maar een lange traditie van het gebruik van het Frans kenden. Om met de bevolking te communiceren werd de volkstaal gebruikt.
Vanaf de 12e eeuw werd het Latijn als schrijftaal in bijna heel West-Europa teruggedrongen door de volkstaal. De Brusselse magistraten en gilden schakelden in het laatste kwart van de 13e eeuw over op het Middelnederlands, terwijl voor overeenkomsten tussen privépersonen het Latijn in zwang bleef tot de 16e eeuw. Terwijl in Brussel het Latijn terrein verloor aan het Diets, was dit in het Graafschap Vlaanderen vaak in het voordeel van het Frans: deze taal had reeds tegen de 12e eeuw de status van internationale voertaal bereikt. In tegenstelling tot het Graafschap Vlaanderen, dat tot de 14e eeuw afhing van de Franse Kroon, behoorde Brabant toen tot het Heilige Roomse Rijk. In een beduidend deel van het Graafschap Vlaanderen — de streek rond Rijsel en Dowaai — werden bovendien Romaanse dialecten gesproken, terwijl dit in Brabant slechts beperkt was tot de landelijke streek rond Nijvel en Geldenaken (ongeveer het huidige Waals-Brabant). Daar waar in stadsarchieven van Vlaamse steden als Brugge en Gent het aandeel Franse stukken rond de 50 procent schommelde, was dit in Brussel rond het jaar 1500 beperkt tot minder dan 5 procent. Tot het einde van de 15e eeuw was er in Brabant en Brussel dus amper sprake van een Franstalige aanwezigheid.

## Spaanse tijd

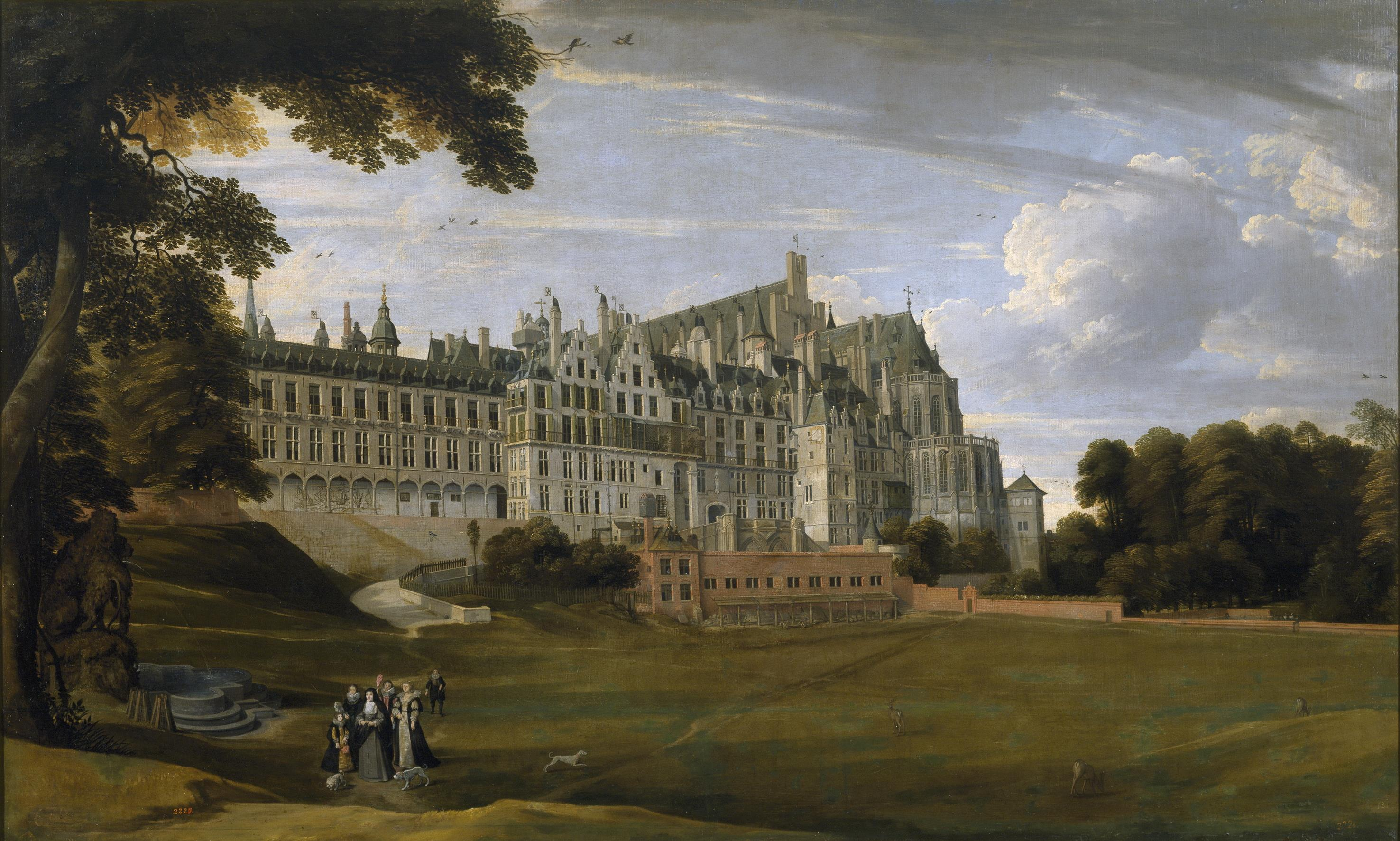
Het Paleis op de Koudenberg was tot zijn verwoesting in 1731 de residentie van de buitenlandse vorsten in Brussel.

De Scheiding der Nederlanden betekent voor het Nederlands in het Zuiden een zware slag.  In 1482, na de dood van Maria van Bourgondië, die gehuwd was met Maximiliaan I van Oostenrijk, kwamen de Lage Landen onder de soevereiniteit van het huis Habsburg. In 1506 wordt hun zoon Filips de Schone, via zijn echtgenote Johanna, koning van Castilië. Tegen hun kleinzoon Filips II brak in 1568 de Nederlandse Opstand uit. In de loop van de Tachtigjarige Oorlog (1568-1648), en in het bijzonder na de Val van Antwerpen in 1585, trok een groot deel van de maatschappelijke bovenlaag — in totaal zo'n 150.000 mensen — met zijn rijkdom, vaardigheden en kennis naar het Noorden, dat bijgevolg het economische en culturele zwaartepunt van de Nederlanden werd.
Terwijl deze uittocht de economie en beschaving in de protestantse Republiek in hoge mate stimuleerde, leidde hij in het Zuiden tot een afname van het schriftelijk gebruik van het Middelnederlands. Hoewel de steden zelf het Nederlands bleven gebruiken, gebruikte de Spaanse administratie doorgaans het Frans als bestuurstaal. De in Holland groeiende eenheidstaal, met als voornaamste werk de Statenvertaling van 1635, verwierf een calvinistisch etiket. Het Brabants van de emigranten had dan wel een substantiële invloed op de taal in het Noorden, maar in het algemeen nam het Zuiden niet deel aan de standaardisering van het Nederlands; het volk bleef zijn uiteengroeiende dialecten spreken.
De hoofdstad van de Spaanse Nederlanden trok edelen, hovelingen en hoge ambtenaren aan. Zij gingen wonen in de Brusselse bovenstad, met name op de Koudenberg en aan de Zavel, vergezeld door hoofdzakelijk Waals en Frans dienstpersoneel. Na de Unie van Atrecht van 1579 ontving Brussel daarbovenop talrijke Waalse en Picardische vluchtelingen. Dit zorgde voor de opname van Waalse woorden in het Brussels dialect, en in 1638 zouden de jezuïeten in Brussel drie keer in de week in het Nederlands en tweemaal in het Frans gepreekt hebben. Al bij al assimileerde deze Waalse gemeenschap zich snel, maar de 17e eeuw toonde niettemin een prille vertrouwdheid van de middenklasse met het Frans, met name onder handelaars en ambachtslui.

## Oostenrijkse tijd

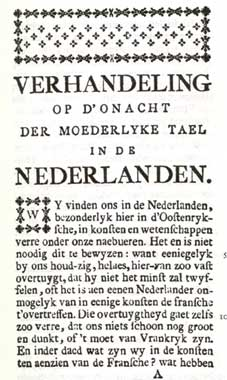
Eerste pagina van de Verhandeling op d’onacht der moederlyke tael in de Nederlanden (1788), een manifest voor de herwaardering van het Nederlands.

Het Frans bloeit volop, terwijl het Nederlands verschraalt.
Na het uitsterven van de Spaanse tak van de Habsburgers gingen bij de Vrede van Utrecht van 1713 de Zuidelijke Nederlanden over naar de Oostenrijkse Habsburgers. De Oostenrijkse tijd (1715-1794) betekende de definitieve doorbraak van het Frans, dat onder de Habsburgse administratie de voertaal was, maar net zoals onder de Spanjaarden niet in de lokale besturen.
In het Zuiden was het Latijn de taal gebleven van de katholieke kerk, de wetenschap, de wijsbegeerte en het hoger onderwijs. Het Frans kreeg in de 17e en de 18e eeuw in het bijzonder als taal van de Verlichting een steeds grotere uitstraling, en werd de cultuurtaal bij uitstek voor de betere kringen, inclusief in landen als Rusland en Pruisen. Het Frans was alomtegenwoordig in de diplomatie en politiek. Met twee standaardtalen voorhanden — het Latijn en het Frans — had de elite in het Zuiden geen behoefte aan een aparte Nederlandse standaard- of cultuurtaal. De aan het begin van de 17e eeuw ingezette neergang van het Nederlands als literaire taal zette zich tijdens de 18e eeuw zodanig door, dat er tegen de 19e eeuw geen noemenswaardige Nederlandse literatuur meer zou bestaan in het Zuiden.
De verstedelijkingsgraad in Brabant daalde van 39 procent in 1526 tot 24 procent in 1784, hoewel de bevolking er tussen 1709 en 1784 met meer dan de helft toenam. Deze demografische groei ging gepaard met een algemene verarming — in Brussel verdubbelde het aantal armen tussen 1755 en 1784 tot 15 procent — wat leidde tot een verdere stigmatisering van de volkstaal. In de Oostenrijkse Nederlanden was het vooral in de hoofdstad, Brussel, waar het Nederlands verder aan prestige inboette ten aanzien van het Frans. Tijdens de Oostenrijkse Successieoorlog werd Brussel van 1746 tot 1748 kortstondig door de Fransen bezet, wat de invloed van het Frans verder vergrootte. Franse ex-militairen bleven in Brussel en gingen zich aan het onderwijs wijden.
Reeds in de 18e eeuw, zelfs voor de Franse bezetting, waren er al klachten over de achteruitgang van het Nederlands, hoewel de reactie tegen de "gallomanie" er minder sterk was dan in andere landen. Dit kwam onder meer door het lage aanzien van het Nederlands zelf. Na de 17e eeuw — de Gouden Eeuw — kenden de Noordelijke Nederlanden ook zelf op politiek, cultureel en economisch vlak een zekere terugval, waardoor het Frans ook daar aan invloed won. Volgens andere auteurs moet de aftakeling en desintegratie van het Nederlands evenwel niet overdreven worden, maar de perceptie van verval was er wel. In de 18e eeuw was angst voor verfransing een algemene trek in de Nederlanden. Jan Baptist Verlooy, een Brussels advocaat, schreef in 1788 zijn "Verhandeling op d’onacht der moederlyke tael in de Nederlanden", waarin hij de herwaardering van het Nederlands als voorwaarde voor de democratisering van de samenleving en ontwikkeling van het volk benadrukte. Hij beklaagde zich over de "Fransdolheyd" die heerste in Brabant en Brussel in het bijzonder.

[...] de Nederduytsche tael is hier [...] mishandelt by ons, en voor al in Brussel: zy is in deze stad niet alleen veronachtzaemt, maer ook veracht [...]. wy zullen het Frans hier de moederlyke tael maken: wy zullen het doen de tael worden van ons Nederland. [...] Ten zy wy dan door onze domme fransverwaentheyd by den alfranswillenden Fransman [...] willen blyven den naem verdienen van Grossiers Flamands; [...] wy moeten het frans verlaten.
— Verlooy, 1788

In dit werk schatte hij dat de Franstalige minderheid slechts min of meer 5 procent bedroeg, en geconcentreerd woonde in de buurt van de Zavel, de Hoogstraat en het huidige Poelaertplein (de "buytevesten"). Het percentage van de bevolking dat zich in het openbare leven bij voorkeur in het Frans uitdrukte, bedroeg volgens andere bronnen in 1760 tussen 5 tot 10 procent en lag in 1780 waarschijnlijk rond de 15 procent. Deze minderheid — die onder andere door de hoofdstedelijke functie van Brussel groter was dan in steden als Antwerpen of Gent — was welgesteld en vormde de maatschappelijke bovenlaag. Uit notariële archieven en diverse officiële documenten blijkt dat aandeel van de akten die in het Frans waren opgesteld steeg van ongeveer een vijfde in 1760 tot een kwart in 1780. Meer dan de helft van de Franstalige akten was evenwel afkomstig van de maatschappelijke elite, die rond een tiende van de bevolking uitmaakte. De ambachtslieden en kleinhandelaars stelden hun akten in 1760 slechts voor 4 procent op in het Frans; in 1780 was dit gestegen tot 13 procent. In de privésfeer was Nederlands nog veruit de meest gebruikte taal.
In het algemeen gebruikte het Brusselse stadsbestuur voor de inval van de Fransen in 1794 voor officiële mededelingen aan de bevolking slechts in vijf procent van de gevallen het Frans, de rest was in het Nederlands. Tijdens de Brabantse Omwenteling (1789-1790) verspreidde het stadsbestuur een aantal voorschriften ter ordehandhaving in beide talen wegens de toestroom van Waalse revolutionairen. Zoals in heel West-Europa was tot dan toe de verfransing beperkt gebleven tot het hof, de aristocratie, de hogere geestelijkheid, de hogere burgerij, en het mondaine en artistieke leven, maar was het effect hiervan op de bevolking en de instellingen waarin ze werd bestuurd gering. Toch werd het Frans voor de Vlaamse burgerij, in tegenstelling tot de Vlaamse adel, geen echte spreektaal, maar bleef het gelimiteerd tot de culturele sfeer.

## Franse tijd
Het Frans wordt de taal van het openbare leven en van economische, politieke en sociale macht. De Franse bezetting (1794-1814) van het huidige België leidde tot een verdere achteruitgang van het Nederlands, dat meteen werd afgeschaft als bestuurstaal. In tegenstelling tot andere landen — waar de Fransen marionettenregeringen installeerden — werden de Zuidelijke Nederlanden ook effectief geannexeerd. De gedecentraliseerde standenmaatschappij uit het ancien régime werd vervangen door een unitaire gecentraliseerde staat die de kennis van het Frans vereiste als voorwaarde voor burgerschap en aansluiting bij de moderniteit. Daar waar elders in Europa enkel de aristocratie verfranste, kwam in Vlaanderen nu ook de verfransing van de burgerlijke elite in een stroomversnelling: zij dankte haar emancipatie aan de Franse Revolutie en wilde zich via verfransing als Frans staatsburger manifesteren. Zo werd het Frans definitief de taal van het openbare leven en van economische, politieke en sociale macht.

### Verfransing van het bestuur en de rechtspraak
Het Frans wordt opgelegd aan alle openbare organen, waaronder het onderwijs.
Anders dan in de Oostenrijkse tijd werd de verfransing onder Franse heerschappij bij wet afgedwongen. De Fransen zagen hun taalpolitiek als versterking van de natiestaat. Het straatbeeld werd bij wet verfranst: opschriften, aankondigingen, straatnamen en dergelijke moesten in het Frans zijn. Officiële documenten moesten voortaan in het Frans opgesteld worden, al werd soms een niet-rechtsgeldige vertaling toegestaan. Ook het gerecht onderging deze maatregelen: pleidooien, vonnissen en andere geschriften moesten in het Frans opgesteld worden, tenzij dit uit praktische overwegingen niet mogelijk was.
Verder vielen ook de notarissen onder deze wet, hoewel het pas in 1803 was dat dit echt in de praktijk werd gebracht. Hierdoor steeg het deel van de akten dat in het Frans opgesteld werd in Brussel van 24 procent in 1794 tot 60 procent aan het einde van de 18e eeuw en tot 80 procent na 1810. Dit weerspiegelt echter meer de naleving van de taalwetten dan een evolutie in het taalgebruik van de bevolking. Een betere maatstaf daarvoor zijn de testamenten, waarvan in 1804 nog drie vierde in het Nederlands werd opgesteld, ondanks dat dit eerder iets voor de betere kringen was. Ook de hogere sociale klassen hielden dus voornamelijk nog vast aan het Nederlands.

### Verfransing van het onderwijs
De Franse bezetting is in kwantitatief opzicht niet doorslaggevend geweest, maar legde wel de basis voor de latere verfransing van de Vlaamse middenklasse omdat in deze tijd een overwegend Franstalig onderwijssysteem — weliswaar voorbehouden voor een slechts dunne laag van de bevolking — ingang vond. Op de scholen werd niet langer in het Nederlands lesgegeven — een tendens die al was ingezet tijdens het Ancien Régime — en de taal werd ook niet langer onderwezen. Meer dan een derde van het onderwijzend personeel had waarschijnlijk het Frans als moedertaal. Op de lage sociale klassen, waarvan nog ongeveer 60 procent analfabeet was — iets wat nog toenam door de mislukte invoering van een gelaïciseerd openbaar lager onderwijs, onder meer wegens een gebrek aan Franstalige onderwijzers — was het effect hiervan op dat moment evenwel zeer gering.
Twintig jaar na de inlijving bij Frankrijk was het culturele en administratieve wezen grondig verfranst. Een hele generatie van ambtenaren en juristen was opgeleid in Franstalig secundair en hoger onderwijs, en vond het niet langer evident dat het bestuur en het gerecht in de volkstaal hoorden te functioneren. Het volk daarentegen bleef zijn dialecten spreken en Brussel had haar fundamenteel Brabants karakter vooralsnog behouden.

### Verfransing van de bovenstad
Tijdens de Franse tijd was er in Brussel een aanzienlijke aanwezigheid van Franse ambtenaren, soldaten, ambachtslieden en handelaars. Daarnaast kende de stad ook een instroom van Waalse immigranten met professionele motieven die dubbel zo groot was als de Vlaamse.
Een overzicht van het taalgebruik werd in het begin van de 19e eeuw opgemaakt door het Bureau voor Statistiek van het napoleontische Rijk, waaruit blijkt dat het Nederlands nog de meest gebruikte taal was in de arrondissementen van Brussel en Leuven. In Brussel-stad was in sommige wijken het Frans reeds de meest gesproken taal geworden. In de Vijfhoek (de historische binnenstad, binnen de huidige Kleine Ring) was het Frans toonaangevend in de gegoede wijken van de bovenstad, meer bepaald aan de Hoogstraat, op de Koudenberg en aan de Zavel. Het Nederlands had nog steeds de overhand in de havenbuurt, aan de Schaarbeeksepoort en de Leuvensepoort. In Sint-Gillis, vlak naast het centrum, werd nog enkel Brabants gesproken.

## Nederlandse tijd
Willem I slaagt er niet in het Standaardnederlands als enige taal voor bestuur en gerecht in te voeren.

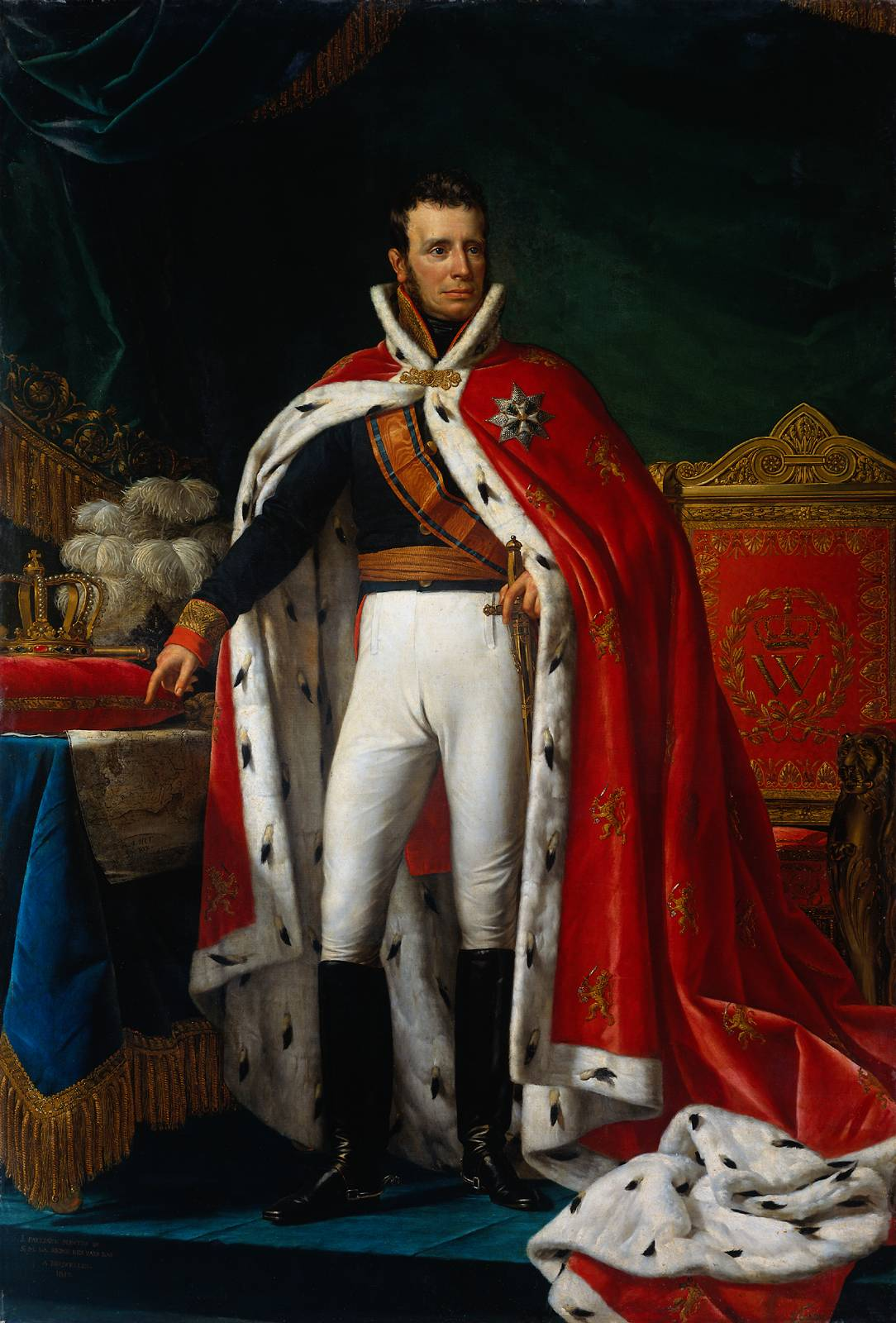
De vernederlandsingspolitiek onder Willem I zette kwaad bloed bij de elite.

Na de val van Napoleon Bonaparte bij de Slag bij Waterloo in 1815 werd door de Europese grootmachten op het Congres van Wenen het Verenigd Koninkrijk der Nederlanden (1815-1830) opgericht. Vlak na de oprichting van de nieuwe staat, waarvan driekwart van de bevolking Nederlandstalig was, werd bij koninklijk besluit van 1 oktober 1814 het Nederlands ook in de Zuidelijke Nederlanden erkend als officiële taal, maar nog niet meteen verplicht gesteld. De Groot-Nederlandse regering realiseerde zich dat, alvorens bijvoorbeeld de gerechtshoven van de Nederlandstalige streken te vernederlandsen, er eerst genoeg Belgische juristen met een toereikende kennis van het Nederlands moesten zijn. Hoewel ambtenaren en juristen tijdens de Franse tijd gewend waren geraakt om in het Frans te werken, ondervond de vernederlandsing van het juridisch apparaat uiteindelijk betrekkelijk weinig problemen. Na een overgangsperiode van ongeveer vijf jaar kondigde de regering op 15 september 1819 aan dat vanaf 1 januari 1823 het bestuur en de rechtspraak in de vier Vlaamse provincies uitsluitend in het Nederlands zouden mogen plaatsvinden. Nog voor de verplichte toepassing van deze wet kondigde de regering per koninklijk besluit van 26 oktober 1822 dezelfde maatregelen aan voor de arrondissementen van Leuven en Brussel, inclusief Brussel-stad, waar het aantal Franstaligen tegen 1821 was toegenomen tot om en bij een kwart van de bevolking. De Waalse provincies bleven eentalig Frans.
Om het Zuiden op een even ontwikkeld peil te brengen als het Noorden, stichtte Willem I een uitgebreid netwerk van scholen die onderwezen in de volkstaal. De ongeletterdheid daalde onder het bewind van Willem I van ongeveer 59 procent tijdens de Franse tijd tot ruim onder de 50 procent tegen 1830. Op de universiteiten werd het Latijn weer ingevoerd. Belangrijk voor de latere ontwikkeling van het Nederlands in België was dat de bevolking door de ambtelijke vernederlandsing en de uitbouw van het onderwijs voor het eerst in aanraking kwam met het Standaardnederlands.

#### Antwoord tegen de vernederlandsing
De korte eenheid tussen Nederland en België van 1815 tot 1830 deed in Vlaanderen geen afbreuk aan het prestige en de economische macht van het Frans. De wens van Willem I om van het Nederlands de landstaal te maken stuitte op verzet van zowel de verfranste burgerij — die haar plaats in openbare ambten door een verplichte kennis van het Nederlands bedreigd zag — als de voor vernederlandsing vrezende Walen, en de katholieke kerk, die het "Hollands" nog altijd zag als de ketterse taal van het protestantisme. Ook een deel van de Vlaamse bevolking kon zich maar moeilijk identificeren met het Noord-Nederlands. De grote meerderheid van de mensen in de Zuidelijke Nederlanden sprak dialect en kende geen standaardtaal.
De taalkwestie werd een symbooldossier in de ruimere strijd tegen het autocratische bewind van de Koning. Willem I bond in en voerde op 4 juni 1830 in heel hedendaags Vlaanderen opnieuw taalfaciliteiten voor de Franstaligen in — al bleef het Nederlands de enige bestuurstaal — waarmee de eentaligheid van Vlaanderen, waaronder ook Brussel, dus werd opgeheven. Daarnaast werd ook uitdrukkelijk verklaard dat het Frans de enige officiële taal van Wallonië zou blijven, met de bedoeling daar de vrees voor vernederlandsing weg te nemen. De gemeenschappelijke liberale en katholieke afkeer van de politiek van Willem I was de grondslag van de Belgische Revolutie en een van de aanleidingen voor de latere eentaligheid van België. Tegen de tijd dat België onafhankelijk werd, was het hele bestuurlijke apparaat, de hoge burgerij, de adel, de geestelijkheid en delen van de middenstand reeds verfranst of gewend in het Frans te functioneren. Deze uitgesproken voorkeur voor het Frans zou doorslaggevend blijken in de opmars van die taal in Brussel.

## Belgische tijd

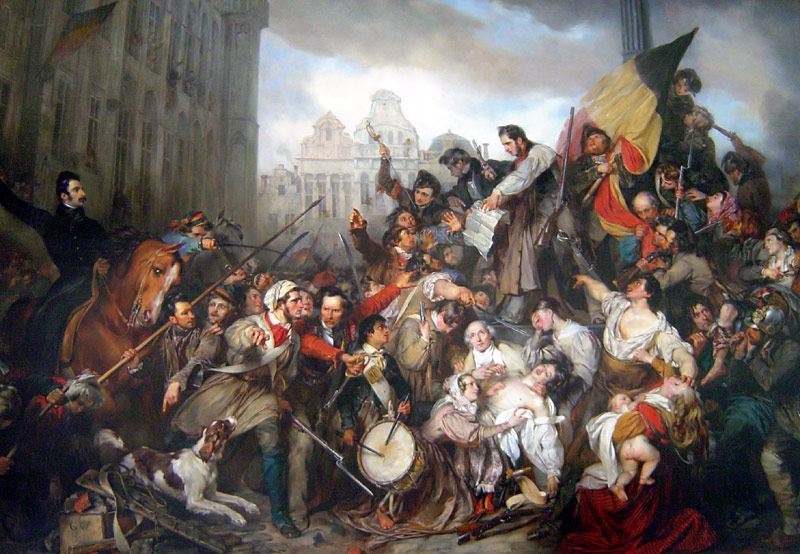
De Belgische Revolutie op de Grote Markt, voor het Stadhuis

Tot in de 19e eeuw was de taalsituatie in Brussel niet wezenlijk anders dan in andere Vlaamse steden als Antwerpen of Gent, behalve dat er een bredere toplaag van de bevolking onderhevig bleek aan de verfransing. Pas na het ontstaan van België in 1830 veranderden de taalverhoudingen in de hoofdstad pas echt. De Vlaamse bevolking schakelde er in enkele generaties massaal over op het Frans.
Belangrijke oorzaken voor de verfransing waren de noodzaak om Frans te kennen om kans te maken op sociale mobiliteit, de veel grotere uitstraling van het Frans tegenover de Vlaamse dialecten en zelfs het Standaardnederlands, de voorkeur van ouders voor Franstalige scholen, de grote toestroom van inwijkelingen van over heel het land waardoor het dialect nog enkel werd gesproken in vertrouwde kringen, de groeiende groep tweetaligen die zich bij voorkeur uitdrukte in het Frans en de gemengde huwelijken waar het Frans de rol opnam van enige gezinstaal. De nabijheid van de taalgrens speelde op zich dan weer geen rol van betekenis.

### Frans als enige officiële taal
De grondwettelijke taalvrijheid geldt in de praktijk vooral voor de overheid zelf.
Het Nederlands had een orangistische en protestantse bijklank overgehouden aan het voorkeursbeleid dat het had genoten onder Koning Willem I. Op 16 november 1830 werd het als bestuurstaal afgeschaft, en werd Frans de enige officiële taal van de nieuwe gecentraliseerde staat. Het Frans was de taal van de politieke, economische en maatschappelijke elite en een symbool voor opwaartse sociale mobiliteit, en werd als vanzelfsprekend — zonder dat daar expliciete overheidsdwang voor nodig was — de exclusieve taal van het gerecht, de administratie, het leger, de cultuur, het onderwijs en de media. Het geheel Franstalige Voorlopig Bewind nam aan dat de nieuw ingevoerde taalvrijheid het vanzelfsprekende overwicht van het Frans zou teweegbrengen. Voor de overheid betekende deze taalvrijheid het individuele recht de taal te spreken die men verkoos, maar niet dat deze taal dan ook te allen tijde gebruikt moest kunnen worden.
Terwijl het Frans het aura van vooruitgang, cultuur, universalisme en "fatsoen" genoot, werd het Nederlands — waarvan de standaardisering in België nog erg zwak was — beschouwd als de taal van kleine boeren en arme arbeiders, die net als het Waals gedoemd was te verdwijnen. Het beleid van de nieuwe staat zou de politieke, culturele en sociale kloof tussen de Vlaamse meerderheid en de Franstalige minderheid verder verdiepen: de meerderheid van de bevolking had door het cijnskiesrecht nauwelijks politieke macht, en de kennis van het Frans was onontbeerlijk om hogerop te geraken.
De openbare eentaligheid van het land leidde tot een sterke taaldruk in de hoofdstad. Brussel was nog steeds hoofdzakelijk Nederlandstalig, en de inwoners spraken een lokale vorm van het Brabants. Desalniettemin leek de stad — in straatnaambordjes, het onderwijs, het bestuur, het culturele leven — naar de buitenwereld toe Franstalig. De notulen van de Brusselse gemeenteraad werden vanaf 28 augustus 1830 — nog voor de Omwenteling — niet meer in het Nederlands maar in het Frans opgesteld.

### Snelle groei van de stad
Tussen 1830 en 1900 nam de bevolking van Brussel-stad toe van ongeveer 100.000 naar ongeveer 184.000, en verzesvoudigde het aantal inwoners van de agglomeratie van de 19 gemeenten tussen 1830 en 1910 tot ongeveer 750.000 mensen. In de jaren van 1830 tot 1870 ontstond de "eerste ring" van voorsteden: negen gemeenten — eerst Sint-Jans-Molenbeek, Sint-Joost-ten-Node, Schaarbeek en Elsene, daarna Etterbeek, Sint-Gillis, Anderlecht, Koekelberg en Laken — verstedelijkten in deze periode. Tussen 1870 en 1910 groeide de stad verder, waardoor de "tweede ring" van voorsteden ontstond: deze bestond uit de gemeenten Vorst, Ukkel, Watermaal-Bosvoorde, Oudergem, Sint-Pieters-Woluwe en Sint-Lambrechts-Woluwe. Vier gemeenten in het noorden — Sint-Agatha-Berchem, Ganshoren, Jette en Evere — verstedelijkten ook, maar in mindere mate.

#### Inwijking van Franstaligen
De snelle groei van de stad was een belangrijke factor in de verfransing. De nieuwe hoofdstad trok een grote groep Franstaligen aan voor functies in het bestuur en het zakenleven, en tijdens de eerste tien jaar na de onafhankelijkheid kwam de meerderheid van de nieuwkomers dan ook uit Wallonië. Vanaf 1840 kwam het gros van de inwijkelingen vanop het Vlaamse platteland, maar deze behoorden in tegenstelling tot de nog steeds aanzienlijke Waalse instroom meestal tot de lagere sociale klasse.
Daarnaast ontving de stad tijdens de 19e eeuw talrijke politieke vluchtelingen — vooral Fransen — die door hun rol in strategische sectoren als de pers en de ambtenarij de dominantie van het Frans verder verhoogden en een bepalende invloed uitoefenden op het culturele en politiek-ideologische landschap. Walen en Fransen hadden naar verhouding een groot gewicht in het onderwijs, de cultuur en het bestuur. Hoewel het toenmalig economisch overwicht van Wallonië en de substantiële toestroom van Waalse nieuwkomers de verfransing misschien wel hebben versterkt, waren ze niet doorslaggevend; de stad werd niet verwaalst maar wel degelijk verfranst in een Vlaamse omgeving.

#### De omgangstaal wordt Frans
De Brusselse gemeenten kenden in 1866 een Franstalige minderheid van ongeveer een vijfde van de bevolking, en die zou tot de vroege 20ste eeuw niet groter worden dan een kwart. Toch verklaarde bij een volkstelling in 1846 al ruim 37 procent van de bevolking van Brussel-stad meestal Frans te spreken; in Gent was dit 5 procent, in Antwerpen 1,9 procent. Aangezien dit cijfer in 1866 — toen tweetaligheid werd geregistreerd — zou terugvallen tot 20 procent, werd bij de telling van 1846 de Franstalige minderheid zeker overschat. De cijfers duiden eerder op een wijdverbreide aansluiting bij de Franse cultuur van deze groep en haar aanspraak op stedelijke acculturatie en het bijhorende sociaal aanzien. Dat Frans spreken chic stond, was ook de Franse dichter Charles Baudelaire niet ontgaan, die bij zijn kortstondige verblijf in België in 1864 de hooghartigheid van de bourgeoisie hekelde.

Men kent geen Frans, niemand kent het, maar iedereen veinst geen Vlaams te kennen. Dat getuigt van goede smaak. Het bewijs dat ze het wel degelijk kennen, is dat ze hun dienstpersoneel in het Vlaams afblaffen.
— Baudelaire, 1866

Door de toestroom van nieuwe inwoners en de groeiende groep Franstaligen of tweetaligen die zich bij voorkeur in het Frans uitdrukten, vooral bij contacten met onbekenden, ontstond een diglossie waarbij het dialect werd teruggedrongen tot de vriendenkring, het gezinsleven, of contacten met personen van wie men wist dat ze dialect kenden en het ook wilden spreken. De Vlaamse inwoners van de stad begonnen steeds vaker tweetalig te worden, ook al was de kwaliteit van hun Frans maar matig.

### Rol van het onderwijs
De groeiende toegankelijkheid van het onderwijs verspreidt de tweetaligheid onder de Nederlandstaligen.
Het Nederlands — in dialectvorm — was nog steeds de moedertaal van de meerderheid van de leerlingen, maar het onderwijssysteem was volledig Franstalig. Dit was zo tot 1883 op de lagere scholen, en in de Vlaamse provincies tot 1881 op de middelbare scholen. Pas vanaf 1930 drong het Nederlands door in het hoger onderwijs, want daarvoor waren de universiteiten van Brussel, Leuven en Gent Franstalig. Tegen 1914, bij de invoering van leerplicht, was er geen enkele Vlaamse klas meer over in Brussel-stad. In de 13 gemeenten van de agglomeratie waren er in 1916 vier keer meer Franse dan Vlaamse klassen, hoewel de Franstaligen nog geen derde van de bevolking uitmaakten.
Het Nederlands werd ook nog amper onderwezen, waardoor de ontwikkeling van het Nederlands als concurrerende standaardtaal werd afgeremd, en pas tegen het einde van de 19e eeuw moeizaam zou doordringen.
Door de vroegtijdige schooluitval — gemeengoed in die tijd — had het eentalig Franse onderwijs aanvankelijk echter weinig effect op de verfransing van de arbeidersbevolking. Zij bleef haar Nederlandse dialect trouw zolang de klassenmaatschappij geen echte kansen bood op sociale mobiliteit. Het was pas aan het einde van de 19e eeuw, toen de sociale segregatie minder uitgesproken werd en mogelijkheden ontstonden op maatschappelijke vooruitgang, dat de verfransing van de Brusselse onderklasse begon. De toegenomen toegankelijkheid van het onderwijs speelde hierin een cruciale rol. In de rest van Vlaanderen speelde het onderwijs geen rol van betekenis in de verfransing, aangezien de leerplicht pas werd ingevoerd in 1914 en in de meeste lagere scholen in de volkstaal onderwezen werd.

#### Voorkeur voor Franstalig onderwijs
Op initiatief van Karel Buls, toen schepen van onderwijs en later burgemeester (1881-1899), werden in Brussel-stad in 1879 weer lagere scholen geopend die in het Nederlands lesgaven. In deze zogenaamde "transmutatieklassen" werd de eerste twee jaar in het Nederlands onderwezen en pas daarna geleidelijk de overschakeling naar het Frans gemaakt. De gemeenteraad gaf zijn aanvankelijke verzet tegen het voorstel-Buls op uit pedagogische overwegingen, omdat bleek dat dergelijk systeem uiteindelijk een betere kennis van het Frans opleverde. Ook werd niet aan de dominantie van het Frans geraakt, daar het in de latere jaren opnieuw als instructietaal werd aangewend. Wegens verschillende oorzaken — waaronder het gebrek aan een adequate Vlaamse vooropleiding in de normaalscholen en ernstige voorlichting van de ouders, de minachting van het Standaardnederlands als evenwaardige cultuurtaal, en concurrentie met het vrij onderwijs — draaide het systeem-Buls uit op een mislukking. Vlaamse kinderen werden vaak naar Franstalige scholen gestuurd om deze taal goed te beheersen, en de transmutatiescholen werden uiteindelijk opgedoekt. Toch zouden de transmutatieklassen, veel meer dan het zuiver Franstalig onderwijs, de tweetaligheid verspreiden, wat neerkwam op een versnelling van de assimilatie.
Het Frans werd door de Nederlandstalige Brusselaars ook zelf als superieur gezien. Daarom zetten veel Vlamingen vaak zelf de stap naar de verfransing van hun kinderen door ze naar Franstalige scholen te sturen en — als ze zelf voldoende tweetalig waren — hen in het Frans op te voeden. Dit was mogelijk door de "vrijheid van de huisvader" waardoor de thuistaal niet automatisch de schooltaal hoefde te zijn. Later zouden de Vlamingen de afschaffing daarvan eisen om de verfransing af te remmen. Ook de nieuwe stedelingen verfransten gemakkelijk in een tot twee generaties. Het Frans genoot dus een grote voorkeur als gezinstaal, meer dan tweetaligheid. Dit cumulatieve effect was de beslissende factor in de verfransing.

### Opkomst van de Vlaamse Beweging
De dominantie van het Frans wordt in Brussel als een evidentie ervaren en stuit op weinig tegenkanting.

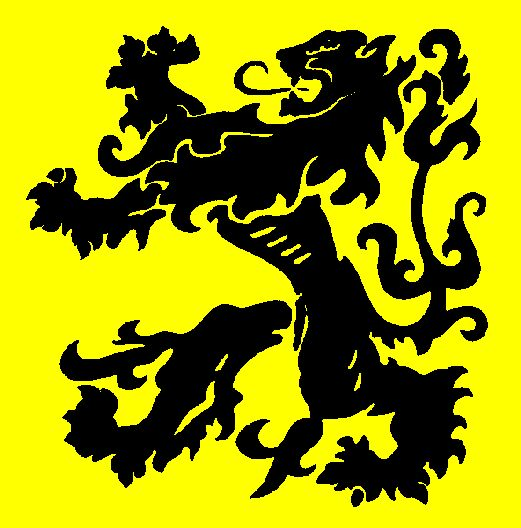
De strijdvlag van de Vlaamse Beweging.

In de eerste decennia van de Belgische onafhankelijkheid groeide langzamerhand de ontevredenheid van de Vlamingen over de achterstelling van het Nederlands, wat een remmende invloed had op de volksontwikkeling. In 1856 werd op initiatief van eerste minister Pieter de Decker de "Grievencommissie" opgericht, een organisatie die de Vlaamse problemen moest definiëren en voorstellen doen tot redres ervan. De commissie ijverde voor de tweetaligheid van onderwijs, bestuur, gerecht en leger, maar werd politiek genegeerd omdat de stemhebbende burgerij in Vlaanderen niets voor haar voorstellen voelde, en daarnaast de Vlaamse volksmassa aanvankelijk met passiviteit reageerde op de dominantie van het Frans, die men al kende van in de Oostenrijkse en Franse tijd. Bovendien was Vlaanderen in de 19e eeuw economisch onderontwikkeld en kampte het met hongersnood, waardoor de taalkwestie niet de grootste bekommernis was.
Gedurende de 19e eeuw zou het taalklimaat in Brussel al bij al sereen blijven en kon de Vlaamse Beweging in de stad niet op veel sympathie rekenen. De feitelijke tweetaligheid en de heterogeniteit van haar bevolking werden door de Brusselse flaminganten aanvankelijk als een verrijking gezien. Elke poging om het gebruik van het Nederlands te bevorderen en de expansie van het Frans — symbool van sociale promotie — in te perken werd eerder beschouwd als een sociale belemmering dan als een ontvoogdingsstrijd zoals in de rest van Vlaanderen. Bovendien hadden ook Waalse arbeiders hun weg gevonden naar de hoofdstad, waardoor het Brusselse proletariaat op taalvlak heterogener was dan bijvoorbeeld in Gent, en de kloof tussen een Franstalige elite en een ondergeschikte anderstalige onderklasse dus minder eenduidig was. De sociale breuklijn viel steeds minder samen met die van de taal en de stad kreeg een immer gemengder karakter. Een voorbeeld daarvan is de volksbuurt van de Marollen, waar een mengtaal van Brabants, Frans en Waals gesproken werd: het "brusseleir".
Over deze situatie van "agglomérat de métis" liet de socialist Jules Destrée — een van de verdedigers binnen de Waalse Beweging van de focus op regionalisering eerder dan op een loutere verdediging van het Frans — zich in 1912 misprijzend uit.

Een ondermaatse soort Belgen is ontstaan in het land, en in Brussel in het bijzonder. [...] Deze bevolking van de hoofdstad [...] is geenszins een volk, het is een ophoping van halfbloeden.
— Jules Destrée, 1912

Daarnaast werkten de leiders van de sociale verenigingen — in tegenstelling tot het sterk geïndustrialiseerde Gent — vaker in kleine bedrijfjes of in ambachtelijke beroepen, waarbij ze hun eigenwaarde onder meer haalden uit de overname van het Frans. Deze middenlaag van zelfstandige ambachtslui, winkeliers en bedienden had de neiging zich via de Franse taal te onderscheiden van de rest van de bevolking onder haar. De verfransing werd dan ook vooral gedreven door de middenklasse, eerder dan door de burgerij. Deze factoren maakten dat de Brusselse arbeidersbeweging de klassenstrijd niet opvatte als een taalconflict: de aandacht ging naar de verwezenlijking van het algemeen stemrecht. Vanaf de eeuwwisseling verdedigde de Brusselse arbeidersbeweging zelfs tweetaligheid als emancipatiemiddel voor de Brusselse arbeidersklasse. Met de hulp van het onderwijssysteem werd zo de verfransing van de Brusselse arbeiders in de hand gewerkt.

#### Verscherping van de Vlaamse eisen
In de late 19e eeuw won de Vlaamse Beweging verder aan kracht, wat rechtstreekse gevolgen zou hebben voor de Brusselse situatie. De Beweging ijverde aanvankelijk voor de evenwaardigheid van beide landstalen en de erkenning van het Nederlands in Vlaanderen. Dit voorstel werd door de Franstaligen verworpen: zij eisten een eentalig Frans Wallonië (steunend op het territorialiteitsbeginsel), een tweetalig Vlaanderen (volgens het personaliteitsprincipe) en een zo groot mogelijke taalvrijheid in Brusselse agglomeratie, en bijgevolg het vrijwaren van de feitelijke hegemonie van het Frans in die stad. De Franstaligen vreesden bij een algemene tweetaligheid van het centrale bestuur Nederlands te moeten leren om banen bij de overheid te kunnen krijgen.
Pas na de Franse nederlaag in de Frans-Pruisische Oorlog in 1870 — die een gevoelige slag had gegeven aan het Franse prestige — werden de eerste wetten aanvaard ter bescherming van het Nederlands. Ook de toenemende spanning tussen de twee grote politieke partijen (de Katholieke Partij enerzijds en Liberale Partij anderzijds), in die tijd ongeveer even sterk, en de agitatie van de Meetingpartij, vergrootten de bereidheid om toegevingen te doen aan de flaminganten in de hoop hun steun te verkrijgen in hun onderlinge concurrentiestrijd.

### Eerste taalwetten
De Brusselse gemeenten worden uitgesloten van de vernederlandsing van het lokale bestuur. Tussen 1873 en de Eerste Wereldoorlog werden meerdere taalwetten gestemd. Samen garandeerden ze een beperkte plaats voor het Nederlands in Vlaanderen, zonder aan de suprematie van het Frans in het algemeen te raken. De vroege taalwetgeving versterkte evenwel het Nederlands als overkoepelende standaardtaal voor de Vlaamse dialecten — in 1840 had de regering officieel de spelling van het Nederlands vastgelegd — hoewel ze nog steeds een lage status genoot.
In 1873 werd de wet-Coremans (de eerste taalwet) goedgekeurd, die aan Nederlandstaligen onder meer het recht gaf in het Nederlands terecht te staan. Op verzoek van de beklaagde kon de strafzaak nog steeds in het Frans verlopen. Deze strafwet betrof enkel de Vlaamse provincies Limburg, Antwerpen, West-Vlaanderen en Oost-Vlaanderen en het arrondissement Leuven, en de flaminganten verkregen niet de toepassing ervan in het arrondissement Brussel. In 1872 had het Brusselse Hof van Beroep voor het eerst pleidooien in het Nederlands toegestaan, op voorwaarde dat er een vertaling in het Frans zou worden voorzien.
De wet-De Laet (de tweede taalwet) uit 1878 zorgde ervoor dat het Nederlands geleidelijk aan gebruik won in het bestuur. Volgens deze bestuurswet moest in de Vlaamse provincies en het arrondissement Leuven alle communicatie met het publiek in het Nederlands plaatsvinden, ook al bleef het Frans toegelaten als de particulier daarom vroeg. Ook deze wet gold niet voor Brussel en de eerste acht randgemeenten, waar Nederlandstalige dienstverlening enkel moest op verzoek of als antwoord op Nederlandse brieven.
De wet-Coremans-de Vigne (de derde taalwet) van 1883 gaf een grotere plaats aan het Nederlands in de rechtspraak, het bestuur en het middelbaar onderwijs. Deze wet zorgde ervoor dat in de Nederlandstalige provincies het Nederlands aan de openbare middelbare school inderdaad veld won, maar in de veel talrijker katholieke scholen werd de taal streng uitgesloten en in de praktijk bleek zij niet van toepassing op de Brusselse agglomeratie, waar het Frans de enige voertaal bleef.
Basisscholen werden pas na 1883 toegelaten om in het Nederlands te onderwijzen. In 1881 stond het gemeentebestuur toe dat geboorte-, overlijdens- en huwelijksakten, met ingang van 1884, ook in het Nederlands opgesteld werden. Van deze optie werd echter in 1892 slechts in respectievelijk 11, 5 en 21 procent van de gevallen gebruikgemaakt. Pas in 1889 werd het Nederlands toegelaten in de rechtszaal, zij het enkel voor mondelinge getuigenissen.
De invoering van het algemeen meervoudig stemrecht in 1893 breidde het kiesrecht uit naar de grote massa Nederlandstaligen, wat de druk om het Nederlands een betere plaats te geven in het bestuur verder vergrootte. De Gelijkheidswet van 1898 stelde officieel beide talen op gelijke voet en bepaalde dat alle wetten en officiële bekendmakingen van de centrale overheid in beide talen moesten geschieden. Dit was de eerste taalwet die betrekking had op het hele Belgische grondgebied, maar raakte niet aan de eentaligheid van Wallonië, de hegemonie van het Frans in Vlaanderen of de interne bestuurstaal van de staat. De Gelijksheidswet zou eerder symbolisch blijken, want in de praktijk veranderde er niet veel. Rond 1900 werden de meeste grote Vlaamse steden, taalgrensgemeenten en gemeenten van de Brusselse agglomeratie nog hoofdzakelijk in het Frans bestuurd.
Door de bank genomen had de taalwetgeving voorlopig betrekkelijk weinig effect — aan de plaats van het Frans werd niet geraakt — maar het feit dat ze tot stand kwam impliceerde dat de regering, in tegenstelling tot wat zij verwacht had, erkende dat de taalvrijheid ingevoerd in 1830 weliswaar had geleid tot de volledige onderschikking van het Nederlands aan het Frans, maar niet tot de algemene verfransing van de Vlaamse bevolking. Het behoud van de dominante positie van het Frans en het uitblijven van een effectieve taalregeling leidden tot een massaal verfransingsproces van het Brussels hoofdstedelijk gebied.

#### Aanvaarding van de regionale eentaligheid
Het flamingantisme ontwikkelde zich door de beperktheid en traagheid van de taalwetgeving enerzijds, en de neergang van de romantische en unionistische idealen anderzijds, tot een vorm van Vlaams-nationalisme. Na de Eerste Wereldoorlog begon men te ijveren voor de eentaligheid van Vlaanderen, naar analogie met Wallonië, en tweetaligheid van de centrale administratie en van alle besturen in de Brusselse agglomeratie. De Vlamingen hoopten door de afbakening van de taalgebieden de opgang van het Frans aan banden te leggen, en in het bijzonder de Brusselse "olievlek" in te dijken. De verenkelvoudiging van het stemrecht in 1918 maakte het kiesrecht onafhankelijk van het inkomen of de opleidingsniveau, en gaf een groter gewicht aan de Vlaamse bevolking, die armer was dan de rest.
In de jaren 1920 werd door het overwegend christendemocratische noorden en het socialistische zuiden een compromis bereikt dat neerkwam op een eerste officiële bevestiging van het territorialiteitsbeginsel en bijgevolg van het bestaan van een taalgrens. De taalwet van 1921 was van toepassing op alle bestuursniveaus, en niet alleen wat het taalgebruik met het publiek betrof maar ook van de interne diensten. Zowel de leidende, verfranste klasse in Vlaanderen als de grote groep Vlaamse inwijkelingen in Wallonië zouden zich moeten neerleggen bij de eentaligheid van de streek. België werd bijgevolg opgedeeld in drie taalgebieden: een eentalig Nederlands gebied in het noorden (Vlaanderen), een eentalig Frans gebied in het zuiden (Wallonië) en een tweetalig deel (Brussel), hoewel in dat laatste gebied de meerderheid van de bevolking nog Nederlandstalig was. De 17 gemeenten in de Brusselse agglomeratie, het tweetalige deel van België, mochten hun interne bestuurstaal vrij kiezen. Dit was steeds Frans, op Sint-Stevens-Woluwe na.

#### Talentellingen
De taalwet van 1921 werd verder uitgewerkt in de taalwet van 1932, die van het Nederlands de enige bestuurstaal maakte voor de centrale, provinciale en lokale besturen in de vier Vlaamse provincies en de arrondissementen van Leuven en Brussel (met uitzondering van de Brusselse agglomeratie). Gemeenten aan de taalgrens of in de omgeving van Brussel kregen tweetalige dienstverlening als bij een tienjaarlijkse talentelling de taalminderheid groter bleek dan 30%, een cijfer bepleit door de Walen om te vermijden dat in Wallonië gemeenten in aanmerking zouden komen voor Nederlandstalige dienstverlening. De bestuurstaal zou wijzigen als die minderheid groter werd dan 50%.
Als reactie op de taalwetgeving ontstonden verschillende actiegroepen die de Franse taal verdedigden. In dit kader pasten de strijd tegen de invoering van tweetaligheid en voor het behoud van de "vrijheid van gezinshoofd" (vrije keuze van de onderwijstaal), een belangrijke factor in de verfransing. De taalwet van 1932 maakte van de streektaal ook de onderwijstaal — niet enkel voor de openbare maar ook voor de vrije scholen — met uitzondering van de Brusselse agglomeratie en de gemeentes langs de taalgrens. In die gemeentes moest het gezinshoofd een formulier invullen waarin hij verklaarde wat de taal gesproken binnen het gezin was; het kind zou dan school lopen in die taal. De controle hierop was evenwel zo gering dat dit verdere verfransing niet verhinderde.

##### Voorbehoud bij de uitslagen
De uitslagen van de talentellingen moeten met veel omzichtigheid worden geïnterpreteerd. In 1846 werd gepeild naar de "meest gebruikte taal", zonder rekening te houden met de moedertaal of met een eventuele tweetaligheid. Bij de census van 1866 werden combinaties van talen ingevoerd, maar het was niet duidelijk of men de kennis dan wel het gebruik van een taal bedoelde — in het openbare leven was het Frans dominant — en evenmin of het de moedertaal betrof. Kleine kinderen werden in 1866 bij de taal van hun ouders gerekend, terwijl ze in 1880 dan weer werden opgenomen als statistisch "doofstom", een effect dat vooral speelde op de veelal Vlaamse onderklasse. Vanaf 1910 peilde men zowel naar de kennis van de officiële talen als naar de "meest gebruikte taal" — een formulering die in het voordeel speelde van het prestigieuze en alomtegenwoordige Frans — maar opnieuw zonder te peilen naar de moedertaal. Door de koppeling van de taalvraag aan een mogelijke wijziging van het taalstatuut van de gemeente namen de tellingen na 1910 de allure aan van een referendum eerder dan van een louter demografisch onderzoek. Het breed gedragen prestige van het Frans, de verbeterende kennis ervan en het bestaan van een tweetaligheid — die niet zozeer als de verwerving van een andere cultuurtaal maar als een stap in de richting van de verfransing moet worden gezien — bemoeilijken de interpretatie van de cijfers, en voor Brussel in het bijzonder.
De algemene tendens is echter duidelijk: vanaf 1880, en vooral rond de eeuwwisseling, explodeerde onder de Vlaamse bevolking het aantal tweetaligen, waarna enkel het Frans werd doorgegeven aan de volgende generatie.

##### Ontwikkeling in Brussel-stad

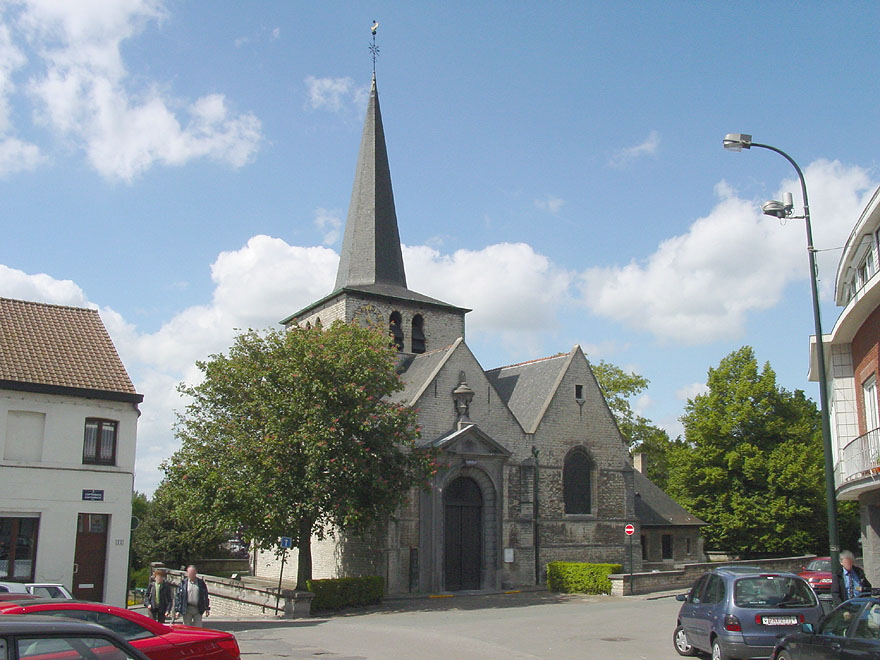
Haren, een van de toen nog kleine Brabantse dorpjes die opgingen in de Brusselse agglomeratie

Bij de talentelling van het jaar 1846 gaf nog 61% van de inwoners aan meestal Nederlands te spreken, voor 39% was dit Frans. In 1866 konden meerdere talen worden opgegeven, en gaf 39% aan in het gezin Nederlands te spreken, 38% beide talen en 20% exclusief Frans. Grote infrastructuurwerken in de binnenstad zoals de overwelving van de Zenne verklaren deels de achteruitgang van het Nederlands bij de telling van 1880. In 1900 oversteeg in Brussel-stad het percentage eentalige Franstaligen door de aangroei van het aandeel tweetaligen voor het eerst het percentage eentalige Nederlandstaligen. Hoewel het begrip "tweetalig" misbruikt werd om de Franstaligheid van de stad te bewijzen, is het duidelijk dat het Frans voet aan de grond kreeg in Vlaanderen: tussen 1846 en 1910 was het percentage Franstaligen gestegen van 2 en 5 procent in respectievelijk Antwerpen en Gent tot ongeveer 8 procent, en spectaculair in Brussel. Tussen 1880 en 1890 steeg het aantal tweetaligen er van 30 naar 50 procent — grotendeels als gevolg van de "transmutatieklassen" — en daalde dat van de mensen die enkel Nederlands spraken van 36 procent in 1880 tot 16 procent in 1910, terwijl het aantal tweetaligen constant bleef op 50 procent.
In 1920 werden drie randgemeenten bij de gemeente Brussel ingelijfd om de binnenhaven uit te breiden. In Laken waren er nog maar 18% eentalige Franstaligen, met 60% tweetaligen en 21% eentalige Nederlandstaligen. In Haren klokte het percentage eentalige Vlamingen in dat jaar nog af op 83%. In Neder-Over-Heembeek was het percentage van eentalige Franstaligen nog beperkt tot 2%, met reeds 30% tweetaligen. Na 1920 zijn de cijfers voor deze deelgemeenten inbegrepen in de cijfers van Brussel-stad. Deze aanhechtingen voedden de vrees voor een teloorgang van de Vlaams-katholieke identiteit van deze gemeentes; zo sprak katholiek parlementslid Émile van Dievoet zich in het parlement bijvoorbeeld uit tegen de annexatie.

##### Ontwikkeling in de agglomeratie

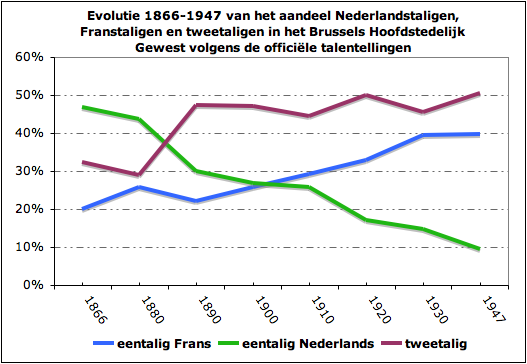
De talentellingen toonden de gelijktijdige overgang van Nederlands naar tweetalig en van tweetalig naar Franstalig

Naast Brussel-stad verfransten de gemeenten Elsene, Sint-Gillis, Etterbeek, Vorst, Watermaal-Bosvoorde en Sint-Joost-ten-Node het snelst. In Elsene, reeds in 1846 voor 45% Franstalig, slonk het aandeel eentalig Nederlandstaligen van 53,6% tot 3%, en bedroeg het aandeel eentalige Franstaligen in 1947 reeds 60%. Waar Sint-Gillis in 1846 nog voor 83% Nederlandstalig was, was dit honderd jaar later geëvolueerd tot voor de helft eentalig Frans met 39% tweetaligen. Etterbeek ging eveneens van een 97% eentalig Nederlands dorp over naar een stadsdeel waar bijna de helft enkel het Frans machtig was. Hetzelfde gold voor Vorst en Watermaal-Bosvoorde, waar de ongeveer volledig Nederlandstalige bevolking evolueerde naar ongeveer evenveel Franstaligen als tweetaligen, waardoor de eentalige Vlamingen een kleine minderheid werden, respectievelijk 5,7 en 6,9%. Terwijl er in Sint-Joost-ten-Node in 1846 nog evenveel eentalige Vlamingen als Franstaligen waren, waren er in 1947 nog maar 6% eentalige Vlamingen tegenover 40% eentalige Franstaligen.
In 1921 werd de agglomeratie nog verder uitgebreid: de gemeenten Laken, Neder-Over-Heembeek en Haren werden bij Brussel-stad ingelijfd, en Sint-Pieters-Woluwe en Sint-Stevens-Woluwe werden bij wet een deel van de agglomeratie, wat het totaal op 17 bracht. Daarvoor stonden op deze lijst al 15 gemeenten: Anderlecht, Brussel-stad, Elsene, Etterbeek, Jette, Koekelberg, Oudergem, Schaarbeek, Sint-Gillis, Sint-Jans-Molenbeek, Sint-Joost-ten-Node, Sint-Lambrechts-Woluwe, Ukkel, Vorst en Watermaal-Bosvoorde. In 1932 werd Sint-Stevens-Woluwe weer uit de lijst van Brusselse gemeenten geschrapt, omdat het percentage Franstaligen onder de 30% lag, waardoor het totaal terugviel tot 16.
| Jaar | NL  | FR  | Tweetaligen |
| ---- | --- | --- | ----------- |
| 1910 | 49% | 49% | 47%         |
| 1920 | 39% | 61% | 51%         |
| 1930 | 35% | 65% | 47%         |
| 1947 | 26% | 74% | 51%         |

Na de talentelling van 1947 werden, door Vlaamse druk uitgesteld tot 1954, Evere, Ganshoren en Sint-Agatha-Berchem aan de lijst toegevoegd. Dit was de laatste uitbreiding van de officieel tweetalige Brusselse agglomeratie en bracht het aantal Brusselse gemeenten op een totaal van 19. Tussen 1920 en 1947 was het aantal gemeenten waar meer dan de helft van de bevolking aangaf meestal Frans te spreken gestegen van 6 naar 19. In de randgemeenten Drogenbos, Kraainem, Linkebeek en Wemmel was er een minderheid ontstaan, groter dan 30%, die verklaarde "uitsluitend of het vaakst" Frans te spreken, waardoor daar taalfaciliteiten (uitwendige tweetaligheid van de dienstverlening) ingevoerd werden, hoewel die gemeenten officieel tot het Nederlandse taalgebied bleven behoren.
Uit rechtsstaande tabel blijkt duidelijk dat volgens de resultaten van de talentellingen in de gemeenten van het huidig Brussels Hoofdstedelijk Gewest de meest (of uitsluitend) gesproken taal Frans werd. Opgemerkt moet wel worden dat in 1947 het percentage "tweetaligen" ongeveer 50 procent bedroeg, dat van de eentalig Nederlandstaligen 9,4 en dat van de Franstaligen 38 procent. De tweetaligen waren meestal Vlamingen die ook het Frans beheersten en zo als "tweetaligen" en niet als "Nederlandstaligen" in de statistieken werden opgenomen, hoewel ze zich in het openbaar leven bij voorkeur in het Frans uitdrukten.

### Vastlegging taalgrens
De bestuurstalen worden vastgelegd: Brussel wordt ingesloten door de Vlaamse gordel.

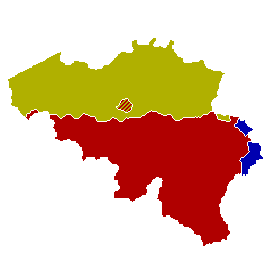
Taalgebieden in België: Brussel werd een officieel tweetalige enclave binnen het Nederlandse taalgebied
Nederlands
Frans
Duits

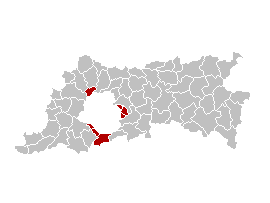
De zes faciliteitengemeenten in de Vlaamse Rand rond Brussel

Na een Vlaamse boycot van de talentelling die had moeten plaatsvinden in 1960 en na twee grote Vlaamse marsen op Brussel, werd de taalgrens bij wet definitief vastgelegd in 1962 en werden de talentellingen afgeschaft. Deze doorbraak kon onder meer plaatsvinden door de tweespalt tussen de Brusselse en Waalse vleugel van de Waalse Beweging. De Waalse vleugel was vanaf 1930 zelf vragende partij voor de vastlegging van de taalgrens. Wegens de omstredenheid van resultaten van de talentellingen werd het Centrum Harmel ingeschakeld als adviesorgaan voor de toewijzing van gemeenten aan het ene of andere taalgebied. De Franstaligen zagen de beperking van Brussel tot de 19 gemeenten als een ontkenning van de sociologische realiteit, aangezien de vastlegging van de taalgrens gebaseerd was op de resultaten van de talentelling van 1947 en niet van 1960. Van Franstalige zijde werd in het Centrum-Harmel ook geijverd voor uitbreiding van de agglomeratie met de gemeentes Dilbeek, Wemmel, Strombeek-Bever, Vilvoorde, Diegem, Sint-Stevens-Woluwe, Wezembeek-Oppem, Tervuren, Waterloo, Linkebeek en Halle.
Over het algemeen is de taalgrens maar weinig verschoven sinds de Franse tijd, op enkele uitzonderingen als delen van de arrondissementen Verviers, Aarlen en vooral Brussel na, waarbij steeds eerst de binnenstad en daarna de rand van de stad verfranste, zonder dat hier echte volksverhuizingen hebben plaatsgevonden. Bij de uiteindelijke vastlegging van de taalgrens gingen enkele gemeenten over van het ene taalgebied naar het andere. Zo gingen de gemeenten die nu Voeren vormen naar Vlaanderen, en Komen-Waasten en Moeskroen gingen naar Wallonië. In het Brusselse werden in Wezembeek-Oppem en Sint-Genesius-Rode nog taalfaciliteiten ingevoerd voor de Franstaligen, die bij de laatste telling in 1947 (die over het algemeen voor het Nederlands ongunstig was uitgedraaid) net onder de 30% uitkwamen. Brussel werd definitief beperkt tot de 19 gemeenten en werd een tweetalig eiland binnen het eentalige Vlaanderen. Een politiek splijtpunt is dat de Franstaligen de faciliteiten steeds als een verworven recht hebben beschouwd, terwijl de Vlamingen dit zagen als een uitdovende overgangsfase om de minderheden de kans te geven zich te integreren.
De opdeling in officiële taalgebieden had ook ernstige gevolgen voor het onderwijs: in Nederlandstalig België — Brussel uitgezonderd — werd het Nederlands de enige onderwijstaal en werd de "vrijheid van het gezinshoofd" in Brussel afgeschaft. Hierdoor hadden in theorie Nederlandstalige kinderen onderwijs moeten volgen in het Nederlands en Franstalige kinderen in het Frans. Volgens de Vlamingen zou dit een dam opwerpen tegen verdere verfransing. Er was echter geen controle op de door de vader officieel vermelde moedertaal van de kinderen zodat er in de praktijk weinig veranderde. Bovendien was deze afschaffing niet naar de zin van de meer radicale Franstaligen, vooral dan het jonge FDF, die voor de herinvoering ervan ijverden. Deze zou er ook komen in 1971, en als tegenprestatie voor deze herinvoering verkregen de Vlaamse partijen meer mogelijkheden voor de uitbouw van het aanbod van het Nederlandstalig onderwijs in Brussel.

#### Franstalige ontevredenheid
De verplichte tweetaligheid van Brussel en de eentaligheid van de Rand stoten op Franstalig ongenoegen. In 1964 werd als reactie op de vastlegging van de taalgrens en de consequenties daarvan het Front démocratique des francophones (FDF) opgericht. De Franstalig-Brusselse partij was tegen de beperking van Brussel tot de 19 gemeenten. Ze eiste de herinvoering van de vrije taalkeuze in het onderwijs, de vrije groei van de agglomeratie over de taalgrenzen heen, economische bevoegdheden voor de agglomeratie (het latere Brussels Gewest), en na initieel zich verzet te hebben tegen de tweetaligheid van Brussel, ging ze uiteindelijk toch akkoord met een tweetalig bestuur, maar zonder verplichte individuele tweetaligheid van de ambtenaren. Ze had ook bezwaar tegen een vaste vertegenwoordiging van de taalgroepen in die instanties en beschouwde die als ondemocratisch. Bij haar eerste opkomst met de verkiezingen van 1964 voerde de partij campagne onder de omstreden slogan "Brüssel Vlaams, jamais", geschreven in gotische letters, alluderend op de Flamenpolitik van de Duitsers tijdens de Eerste en later ook de Tweede Wereldoorlog, en de daarmee gepaard gaande collaboratie van delen van de Vlaamse Beweging. Omdat de Duitse bezetter bij de bestuurlijke opdeling van België in 1917 Brussel als Vlaamse stad beschouwde (uitgezonderd Elsene), en het gebruik van het Nederlands in het Brusselse onderwijs steunde tijdens beide oorlogen, werd de afkeer van het Nederlands ook als legitiem verzet tegen de bezetter beschouwd. Bovendien leken de voorstellen tot paritaire vertegenwoordiging in het beheer van de 19 gemeenten — die samen een federaal district zouden vormen eerder dan een apart Gewest, een rijksgebied dus — voor Franstalige groeperingen in de hoofdstad te veel op het Duitse idee van Reichsgebiet. Ook dit paste in de discreditering van de Vlaamse taaleisen door associatie met de bezetting.
In 1971 haalde het FDF, gesteund door Paul-Henri Spaak, met de lijst "Rassemblement Bruxellois", in een verhit communautair klimaat (Leuven Vlaams, de eerste staatshervorming), een grote verkiezingsoverwinning. Het FDF was een van de voorvechters van de uitbouw van de Brusselse agglomeratie tot een "région à part entière", met volwaardige gewestbevoegdheden. De Vlaamse partijen waren eerder gewonnen voor een systeem waarbij Brussel door de beide gemeenschappen samen of door de federale staat beheerd zou worden. De discussie zou aanslepen tot de oprichting van het Brussels Hoofdstedelijk Gewest in 1989, met taalgaranties voor de Nederlandstaligen.
Bij de Belgische gemeentefusies van 1976 gingen min of meer verfranste dorpen op in grotere gemeenten met een Vlaamse meerderheid, waardoor het aantal Franstalige verkozenen slonk. Zo gingen Zellik naar Asse, Sint-Stevens-Woluwe en Sterrebeek naar Zaventem, Strombeek-Bever naar Grimbergen, en ontstonden daarnaast ook grotere gemeenten met een sterker Vlaams overwicht als Sint-Pieters-Leeuw, Dilbeek, Beersel en Tervuren.

### Herwaardering van het Nederlands
Het Nederlands wint aan kracht en houdt een verdere verfransing van de Vlamingen tegen. Gelijktijdig met opgedreven communautaire spanningen, werd de sociolinguïstische achterstelling van het Nederlands geleidelijk aan weggewerkt door onder andere de erkenning van het Nederlands als enige taal van Vlaanderen, de uitbouw van een goed functionerend Vlaams onderwijsnet, de Vlaamse economische ontwikkeling en de popularisering van het Standaardnederlands, dat een vergelijkbaar aanzien zou krijgen als het Frans. Deze evolutie zou, ondersteund door een grote Vlaamse aanwezigheid van pendelaars, het gebruik van het Nederlands in Brussel ondersteunen. Desalniettemin verloor tijdens de tweede helft van de 20ste eeuw de tweetaligheid steeds meer veld aan eentalige Franstaligheid.

#### Vernederlandsing van het onderwijs

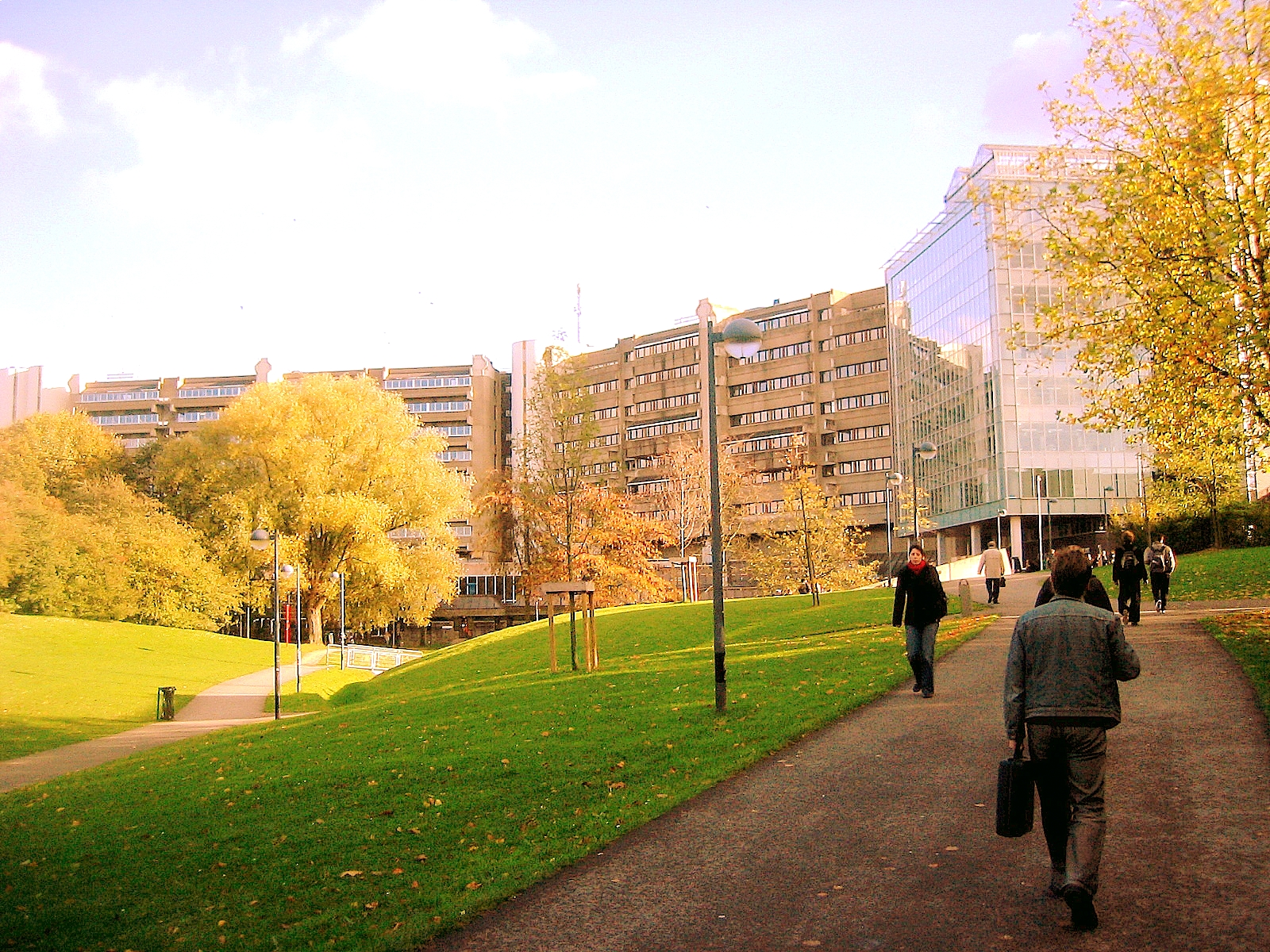
De Vrije Universiteit Brussel (VUB), de op drie na grootste Vlaamse universiteit

In 1971 behaalde het FDF in Brussel de vrije taalkeuze aangaande het onderwijs, ervan uitgaande dat de verfransing zich zo zou kunnen voortzetten. Inderdaad slonk het aantal kinderen in het Vlaams-Brusselse onderwijs van 6.089 kleuters en 15.611 leerlingen in het schooljaar 1966-67 tot 5.401 respectievelijk 11.839 negen jaar later. Het in 1967 opgerichte Vlaams Onderwijscentrum (VOC) begon van bij zijn oprichting promotiecampagnes voor het Nederlandstalig onderwijs, aanvankelijk gericht op Vlaamse gezinnen. In 1976 werd deze taak overgenomen door de Nederlandse Cultuurcommissie (NCC, voorloper van de VGC), die ook zwaar investeerde in de verbetering van de kwaliteit van de Vlaamse scholen. Vanaf het schooljaar 1978-79 begon deze strategie haar vruchten af te werpen en steeg het aantal inschrijvingen van kleuters opnieuw, enkele jaren later gevolgd door een stijging in de lagere scholen. Zo goed als alle Nederlandstaligen geboren na halverwege de jaren 70 hebben uitsluitend Vlaamse scholen bezocht. De verfransing van de Vlamingen was tegen die tijd zeldzamer geworden. Door de buitenlandse immigranten, die in de tweede helft van de 20ste eeuw massaal arriveerden, kreeg het Frans echter weer de wind mee.
In de jaren 80 concentreerde de NCC zich vervolgens op klassiek tweetalige gezinnen. Een eerder onvoorzien neveneffect was dat ook eentalig Franse gezinnen — naarmate tweetaligheid de intellectuele norm werd — hun kinderen naar het Vlaamse onderwijs begonnen te sturen. Het Vlaamse onderwijs in Brussel oefent een grote aantrekkingskracht uit op anderstalige leerlingen: in 2005 volgde 20% van de leerlingen in Brussel Nederlandstalig secundair onderwijs, terwijl dit voor het kleuteronderwijs 23% was. Zo zijn de moedertaalsprekers van het Nederlands in de Vlaamse scholen gereduceerd tot een minderheid, wat specifieke ondersteuningsmaatregelen vereist om de kwaliteit van het onderwijs te verzekeren.

#### Economische ontwikkeling van Vlaanderen
Het allochtone Frans en de wegzinking van Wallonië in een economisch dal deden het prestige van het Frans ten opzichte van het Nederlands in België geen goed. Ondertussen groeide de Vlaamse economie stevig, ontwikkelde de Nederlandstalige middenklasse zich en nam daarmee het aanzien van het Nederlands toe. Nog steeds hebben de in Brussel geboren Brusselaars uit een eentalig Nederlands gezin een lager onderwijsprofiel dan het Brusselse gemiddelde. Daarentegen heeft ongeveer 30 procent van de Vlaamse nieuwkomers een diploma hoger of universitair onderwijs en zeker de recente verhuizers zijn hooggeschoold. Sinds 1970 zijn er bijvoorbeeld meer Nederlands- dan Franstalige universiteitsstudenten. Het Nederlands wordt tegenwoordig niet meer geassocieerd met laagopgeleide arbeiders. Het gebrek aan aanzien van het Nederlands was vroeger een van de voornaamste beweegredenen voor Nederlandstaligen om ook in de privésfeer over te schakelen op Frans. De Waalse immigranten van de laatste twintig jaar hebben eveneens een hoger onderwijsniveau dan vroeger en kennen veel vaker Nederlands dan voorheen. Tweetaligheid werd een vereiste voor goede banen. Het aanzien dat het Nederlands tegenwoordig in Brussel geniet, is vooral van economische aard.
Er wordt vanuit verschillende hoeken gesteld dat, wil de Vlaamse Gemeenschap haar taal een prominentere plaats geven in Brussel, zij vooral moet investeren in de aantrekkelijkheid van Nederlandstalig onderwijs. Een ander aspect van het economische belang van het Nederlands in Brussel is dat de taal wordt losgekoppeld van haar relatief gewicht in de Brusselse bevolking en vooral wordt bepaald door de relaties tussen Brusselse en Vlaamse (en andere Nederlandstalige) bedrijven, wat het belang van het Nederlands versterkt.

### Buitenlandse immigratie
In het jaar 1958 werd Brussel de zetel van de Europese Economische Gemeenschap (nu EU), terwijl de Noord-Atlantische Verdragsorganisatie (NAVO) zich in 1967 in Evere vestigde. Samen met een economische immigratie uit Zuid-Europa, en iets later ook uit hoofdzakelijk Turkije, Marokko (een voormalig Frans protectoraat) en Congo (een voormalige Belgische kolonie), leidde dit tot veranderingen in de samenstelling van de Brusselse stadsbevolking. Tussen 1961 en 2006 steeg het aandeel inwoners van niet-Belgische afkomst van 6,8 procent tot 56,5 procent. De nieuwkomers namen in groten getale het Frans aan, temeer omdat velen uit Franstalig Afrika kwamen.
Door de buitenlandse immigratie is de relatieve positie van het Nederlands verder achteruitgegaan, met als gevolg een verdere verfransing van de stad — maar, in tegenstelling tot de eerste helft van de 20ste eeuw, niet zozeer van haar Vlaamse inwoners.
Vooral bij de Marokkanen krijgt het Frans als omgangstaal binnen de eigen gemeenschap een steeds belangrijker plaats naast het Arabisch of Berbers, dat gestaag aan belang inboet. De Turken houden veel meer vast aan hun eigen taal, maar ook in hun gemeenschap groeit het belang van het Frans. Het Nederlands krijgt in beide migrantengroepen amper voet aan de grond. Kinderen uit zowel de Turkse als de Marokkaanse gemeenschap volgen of volgden bijna allemaal Franstalig onderwijs, wat mede komt doordat het Frans steeds vaker in het gezin of de vriendenkring wordt gesproken. Deze ontwikkeling is ook merkbaar bij de migranten van Portugese, Spaanse, Italiaanse of Griekse afkomst, voor wie het Frans veel gemakkelijker is als omgangstaal. Bij deze Zuid-Europese migranten was het Frans namelijk al prominenter aanwezig als gezinstaal voor hun komst naar Brussel, mede doordat velen van hen een aan het Frans verwante Romaanse taal als moedertaal spreken. De Noord-Europeanen, grotendeels pas aangekomen na de jaren 80, houden veel meer vast aan hun eigen taal als gezinstaal. Velen onder hen spreken thuis andere grote en sterke talen als Duits of Engels, die weerwerk kunnen bieden tegen het Frans. Als ze huwen met een Franstalige, wordt de gezinstaal wel vaak Frans. Voor deze gemeenschap is een blijvende weerslag van hun aanwezigheid op de balans Frans-Nederlands dus niet gemakkelijk te bepalen.
Los van de spanning tussen het Frans en het Nederlands zijn er door het multiculturele en multi-etnische karakter van Brussel dus talen bijgekomen. Het Nederlands is onder de allochtonen echter duidelijk veel minder vertegenwoordigd dan het Frans: van de 74 Vlaamse verkozenen waren er bijvoorbeeld slechts twee allochtonen, wat relatief gezien negen keer minder is dan bij de Franstaligen. Van de inwoners van het Brussels Hoofdstedelijk Gewest met buitenlandse nationaliteit zei in het jaar 2000 2,9% thuis uitsluitend Nederlands te spreken, tegenover 9,2% uitsluitend Frans. Daarnaast sprak nog eens 15,9% naast een buitenlandse taal ook nog Frans in gezinsverband.

### Ontstaan van het Brussels Hoofdstedelijk Gewest

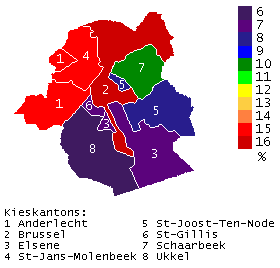
Stemmen uitgebracht op Nederlandstalige partijen bij de federale verkiezingen van 2007

De 19 gemeenten vormen samen het enige officieel tweetalige deel van België.
De oprichting van een eigen Brussels Gewest liet lang op zich wachten door de verschillende visies over de federalisering van België. De Vlaamse partijen vroegen aanvankelijk vooral culturele bevoegdheden, terwijl de Franstaligen economische autonomie wilden. De Vlamingen vreesden ook geminoriseerd te worden door twee Franstalige gewesten en zagen de oprichting van het Brussels Gewest als de definitieve ontkoppeling van Brussel met Vlaanderen, en daardoor als toegeving aan de verfransing.
In 1989 werd het Brussels Hoofdstedelijk Gewest dan toch officieel opgericht, als opvolger van de Brusselse Agglomeratieraad. Het kreeg een eigen regionaal parlement, met een gegarandeerde minimumvertegenwoordiging van de Vlamingen (17 van de 89 zetels, ongeveer een vijfde), en een paritaire regionale regering (met uitzondering van de minister-president en de staatssecretarissen). Brussel heeft evenwel geen eigen gemeenschap, waardoor zowel de Vlaamse als de Franse Gemeenschap in Brussel bevoegd zijn. Aan Nederlandstalige kant ontstond de Vlaamse Gemeenschapscommissie (VGC, opvolger van de Nederlandse Cultuurcommissie) en aan Franstalige kant de Franse Gemeenschapscommissie (COCOF). De middelen van het Brussels Gewest gaan in een 80-20 verhouding naar respectievelijk de COCOF en de VGC.

#### Huidige toestand van het Nederlands

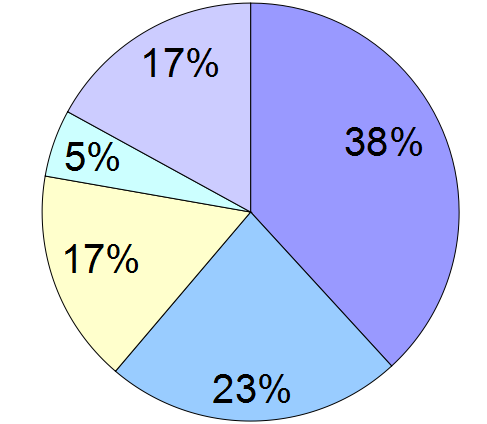
Huistalen in Brussel (2013 — schattingen)
Frans
Nederlands en Frans
Nederlands
Frans en andere taal
andere talen

Uit de laatste talentelling, in 1947, bleek dat de Nederlandstalige gezinnen over het algemeen geconcentreerd woonden in het noordwesten van het Gewest. In de gemeenten Evere, Sint-Agatha-Berchem, Ganshoren, Sint-Jans-Molenbeek, Jette, Anderlecht en Koekelberg maakten zij meer dan een derde van de bevolking uit. In tegenstelling tot de meer residentiële gemeenten in het zuidoosten verliep de verfransing daar ook trager. Op basis van steekproeven blijkt dat in Evere en Molenbeek de Vlaamse aanwezigheid sindsdien is geslonken, maar dat in de andere noordwestelijke gemeenten het aandeel Nederlandstaligen relatief hoog is gebleven vergeleken met de andere Brusselse gemeenten. Daar is het Nederlands tevens het meest gekend door niet-Nederlandstaligen, meestal hoger dan 20 procent. Uitschieters zijn Ganshoren, dat met 25 procent koploper is voor de kennis van het Nederlands bij anderstaligen, en Sint-Gillis, waar het Nederlands als gezinstaal nu zo goed als verdwenen is.
Hoe jonger de beschouwde generatie, hoe groter het aandeel niet-Vlaamse Nederlandstaligen. De groep die van huis uit enkel Nederlands kent, en in mindere mate ook de klassiek tweetaligen, heeft een ouder profiel dan het Brusselse gemiddelde. Tussen 2000 en 2006 nam het percentage eentalig Nederlandse gezinnen af van 9,5 naar 7,0 procent, en het percentage klassiek tweetaligen van 9,9 naar 8,6 procent. Terwijl de groep moedertaalsprekers van het Nederlands dus verder slinkt, groeit het aantal inwoners van allochtone afkomst met een goede tot uitstekende kennis van het Nederlands. De helft van de mensen die minstens goed Nederlands spreken, heeft deze taal buiten het gezin geleerd en hun aandeel zal naar verwachting verder groeien.
In 2012 was 35% van het aantal hogeronderwijsscholen in Brussel Nederlandstalig. Het percentage deelnemers aan kleuter- en lager onderwijs dat in het Nederlands les krijgt naderde in 2013 de 25%. Het percentage deelnemers aan middelbaar en hoger onderwijs dat in het Nederlands les krijgt, is eveneens aan een opmars bezig en bereikte in 2013 17%. Onder buitenlandse Brusselaren is eveneens een duidelijke stijging te zien in zowel aantal als percentage kinderen en volwassenen die voor Nederlandstalig onderwijs kiezen.

### Belang voor de nationale politiek

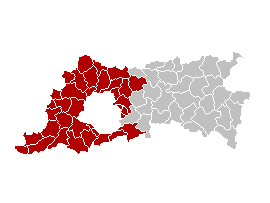
Arrondissement Halle-Vilvoorde in Vlaams-Brabant

In Wemmel, Kraainem, Wezembeek-Oppem, Sint-Genesius-Rode, Linkebeek en Drogenbos, de zes faciliteitengemeenten in de Brusselse Rand die tot het Vlaams Gewest behoren, evolueerde het aandeel Franstaligen in de tweede helft van de 20ste eeuw ook tot een meerderheid. In het arrondissement Halle-Vilvoorde, dat naast de zes faciliteitengemeenten ook nog 29 andere Vlaamse gemeenten omvat, sprak volgens Kind en Gezin in 2006 ongeveer 25 percent van de gezinnen Frans tussen moeder en kind. De Vlaamse Overheid beschouwt dit als een onrustwekkende ontwikkeling en voert een beleid gericht op de ondersteuning van het Nederlandstalig karakter van deze streek. Dit vertaalt zich onder meer in een strikte interpretatie van de faciliteiten, zoals blijkt uit de roemruchte omzendbrief-Peeters, die bepaalt dat Franstalige inwoners telkens opnieuw om Franstalige documenten moeten verzoeken, de weigering van de Vlaamse Regering om het Kaderverdrag inzake de bescherming van nationale minderheden te ondertekenen. In het verleden heeft dit onder andere geleid tot lange en verhitte politieke discussies die uiteindelijk hebben geresulteerd in de splitsing van de tweetalige Kieskring Brussel-Halle-Vilvoorde en de gedeeltelijke ontdubbeling van het Gerechtelijk arrondissement Brussel. Hierdoor werd het parket gesplitst in een tweetalig parket voor Brussel-Hoofdstad en een Nederlandstalig parket voor Halle-Vilvoorde, gevestigd in Asse en de tweetalige rechtbanken werden gedeeltelijk gesplitst in Franstalige en Nederlandstalige rechtbanken en deze bleven rechtsmacht houden voor het gehele arrondissement en bleven gevestigd in Brussel.